# Pembroke (Wirginia)
Pembroke – miasto w Stanach Zjednoczonych, w stanie Wirginia, w hrabstwie Giles.